# Сен-Мар (Мёрт и Мозель)
Сен-Мар (фр. Saint-Mard) — коммуна во французском департаменте Мёрт и Мозель региона Лотарингия. Относится к  кантону Байон.	

## География
Сен-Мар	расположен в 23 км к юго-востоку от Нанси. Соседние коммуны: Оссонвиль на севере, Домтай-ан-л'Эр на северо-востоке, Лоре и Байон на юге, Нёвиллер-сюр-Мозель на юго-западе.					

## Демография
Население коммуны на 2010 год составляло 98 человек.
| 1962 | 1968 | 1975 | 1982 | 1990 | 1999 | 2010 |
| ---- | ---- | ---- | ---- | ---- | ---- | ---- |
| 93   | 70   | 64   | 50   | 57   | 83   | 98   |

## Достопримечательности
- Церковь XVIII века, придел XV века.